# Mariano Barbasán
Mariano Barbasán Lagueruela (Zaragoza, 3 de febrero de 1864- Zaragoza, 22 de julio de 1924) fue un pintor español.

## Biografía
De joven estudió en la Real Academia de Bellas Artes de San Carlos de Valencia, donde se matriculó entre 1880 y 1887, donde trabó amistad con Joaquín Sorolla y Salvador Abril, que también se formaron en la Academia valenciana. Ese último año se mudó a Madrid y comenzó a pintar cuadros de historia muy teatrales, generalmente con localizaciones toledanas y presentó a la Exposición Nacional de Bellas Artes el cuadro Noche de Walpurgis, basada en el Fausto de Goethe. 
Gracias a su obra José explicando el sueño del copero en el palacio del faraón, fue pensionado en 1889 por la Diputación de Zaragoza para ampliar sus estudios de pintura en la Academia Española de Roma, donde abrió su propio estudio de pintura y fijó su residencia, realizando excursiones a Subiaco y Anticoli Corrado para trabajar el natural.
Permaneció en Roma hasta los 57 años, momento en el que regresó a España para ocupar un puesto en la Academia de Bellas Artes de San Luis (Zaragoza), vacante por la muerte del pintor Pradilla. 
Aunque pintó inicialmente alguna obra de carácter histórico (Pedro III en el collado de las Panizas), enviada a la Diputación de Zaragoza en 1891, cultivó sobre todo la pintura de paisaje y escenas de la vida rural. Su trabajo fue muy conocido en Europa, debido a su participación en exposiciones de Berlín, Múnich y Viena, y menos conocido en España debido a que, desde su marcha a Italia, no participó en ninguna exposición celebrada en este país. 
Sólo en 1923, dos años después de su regreso, realizó una muestra antológica, muy elogiada, en el Centro Mercantil de Zaragoza. Tras su muerte, su hijo organizó una nueva exposición antológica en 1925 que contribuyó a consagrarle definitivamente como una figura clave de la pintura aragonesa de finales del XIX y principios del XX. 
Su estilo es realista, con cierta influencia del impresionismo (preimpresionismo italiano, principalmente) y de la obra de Fortuny. Destaca por su colorismo y luminosidad.

## Pinturas seleccionadas

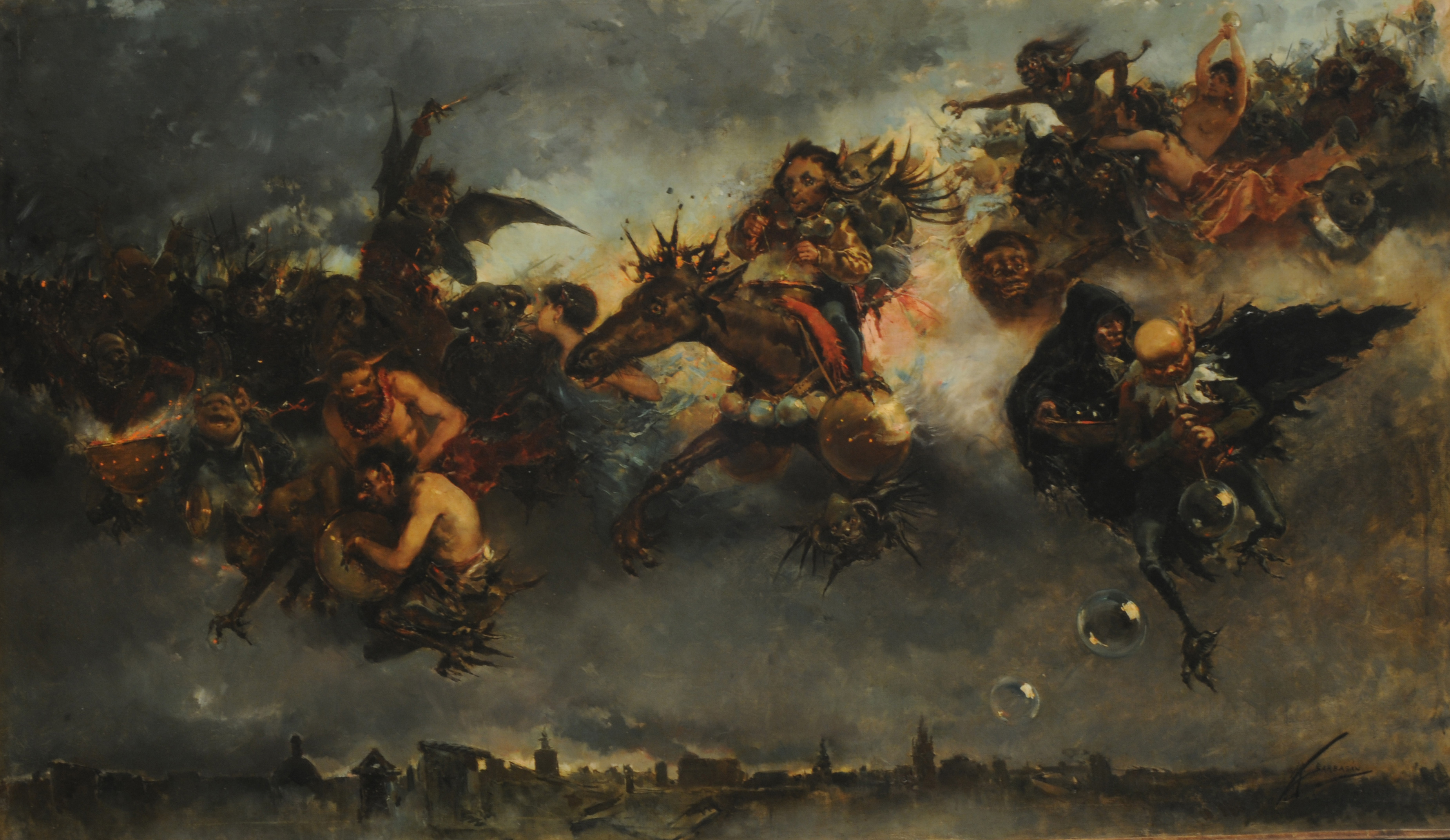
La noche de Walpurguis, 1887
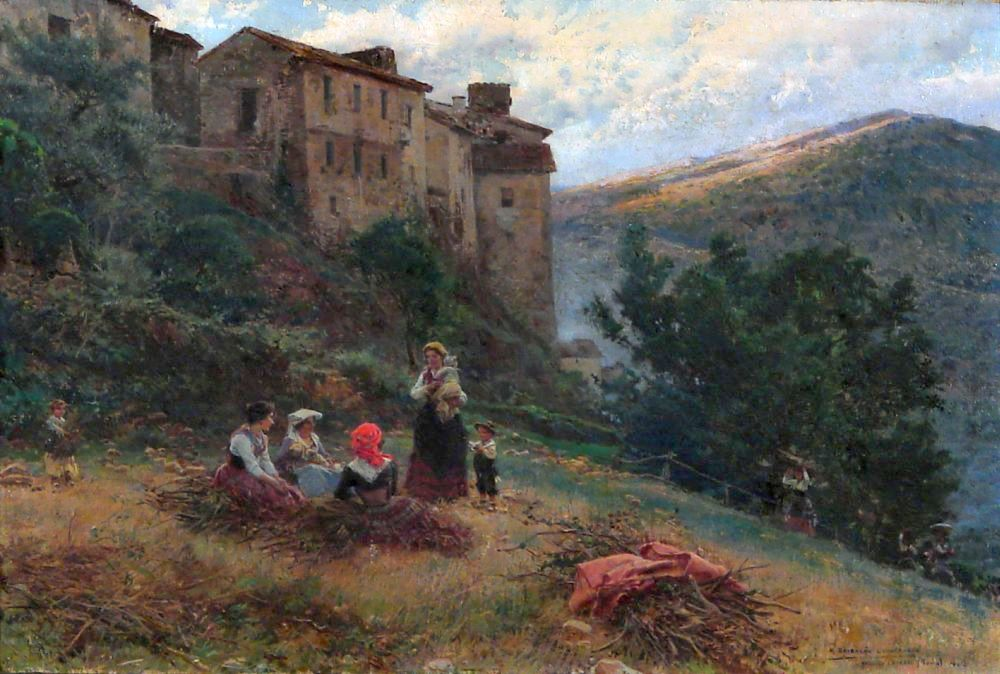
Paisaje y campesinas de Antícoli, 1903
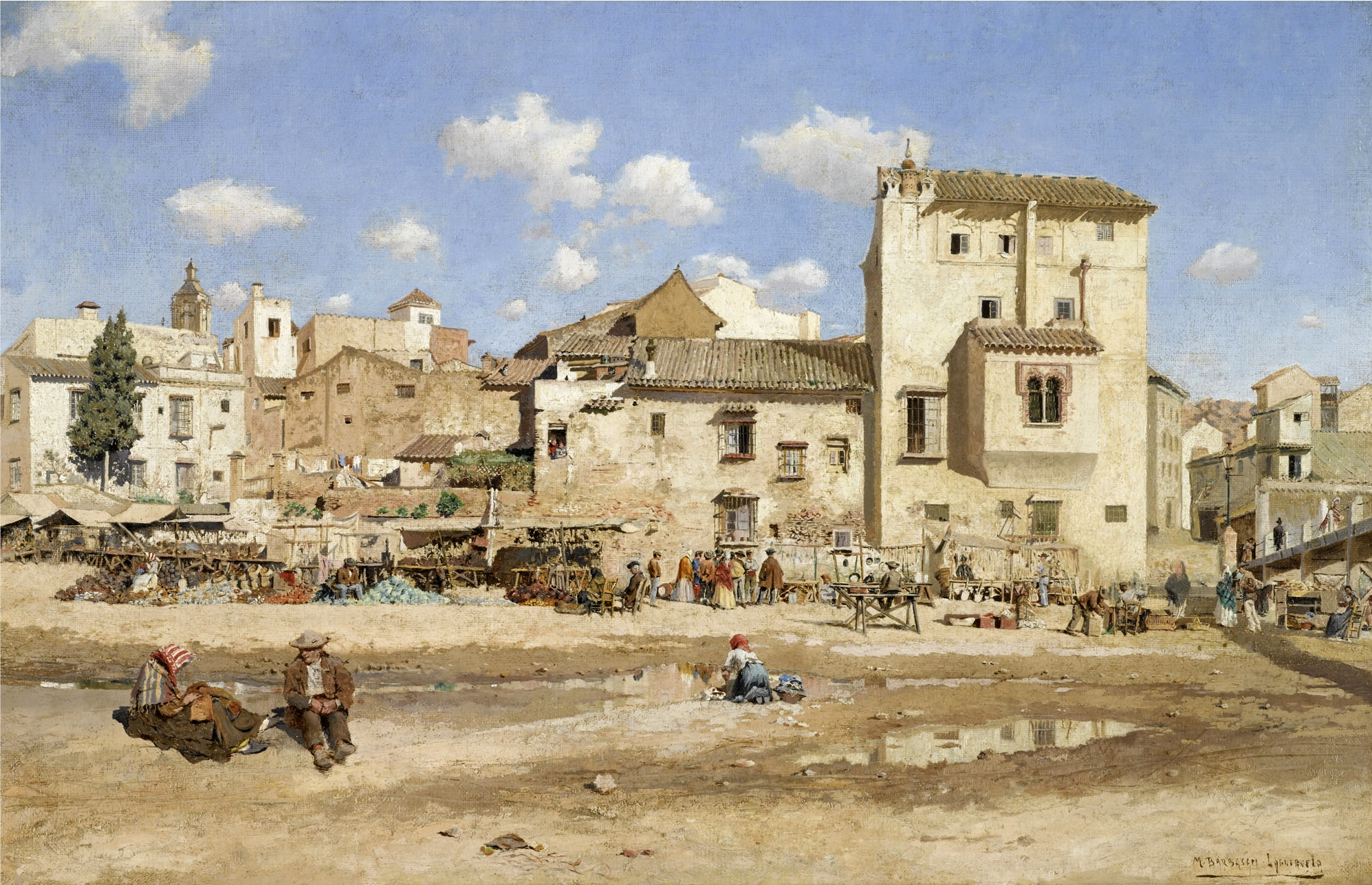
Calle en un pueblo, 1909
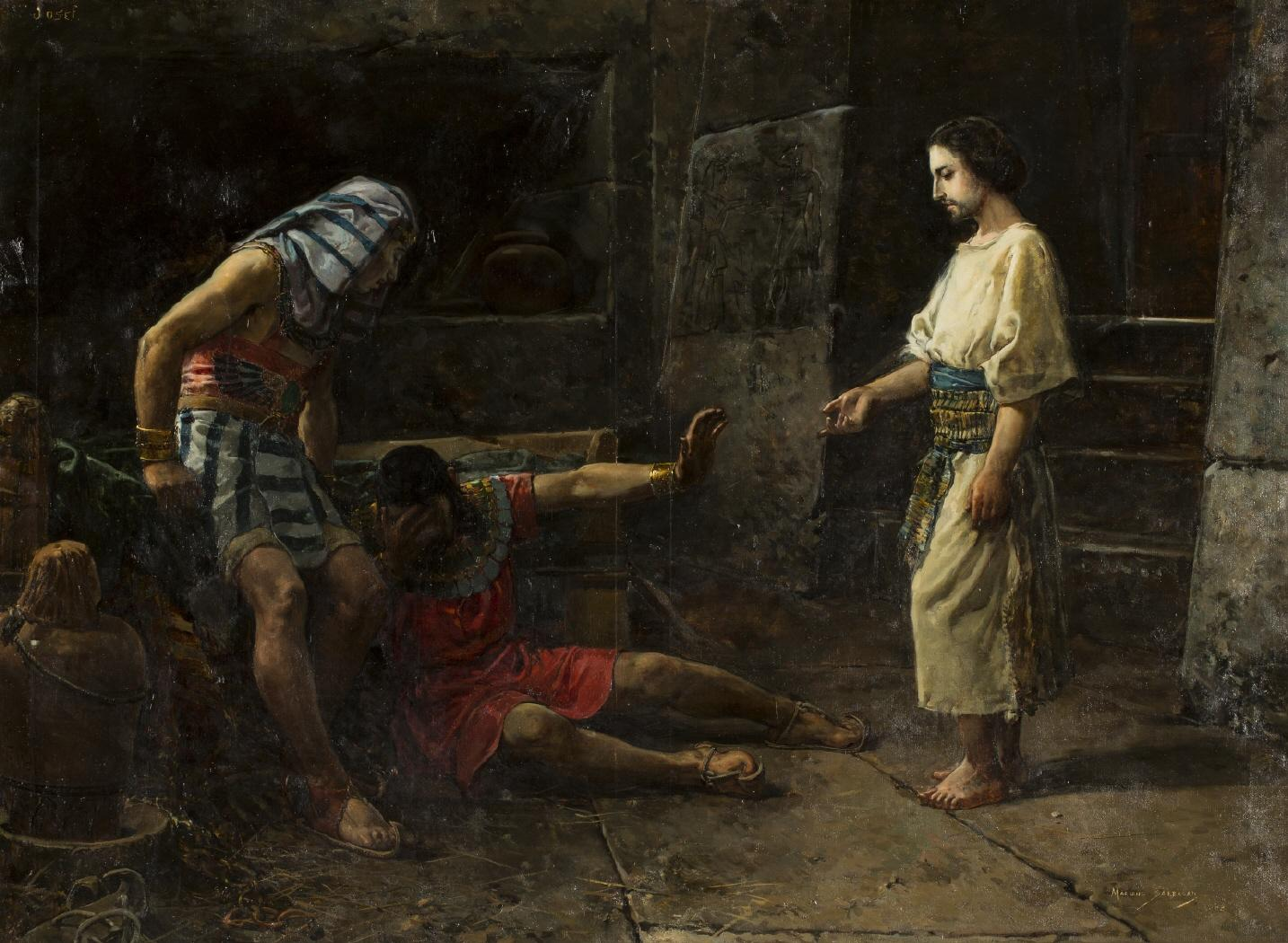
El sueño de José, 1888